# Przybysławice (powiat tarnowski)
Przybysławice – wieś w Polsce położona w województwie małopolskim, w powiecie tarnowskim, w gminie Radłów.We wsi podczas I wojny światowej założono cmentarz wojenny nr 262. W latach 1975–1998 miejscowość należała administracyjnie do województwa tarnowskiego.

## Historia
OSP w Przybysławicach została założona w 1905 roku. W 1910 roku odbyło się poświęcenie sztandaru i zgromadzonego sprzętu bojowego. W 1929 roku rodacy z emigracjo zakupili dla OSP motopompę. W czasie II wojny światowej, działalność straży była bardzo ograniczona. Czas wojny pozbawił jednostkę większości wyposażenia bojowego. Niemcy zabrali również sztandar OSP Przybysławice, którego nie udało się odzyskać. Strażacy biorą aktywny udział w akcjach gaśniczych i powodziowych w Przybysławicach i sąsiednich miejscowościach. 
"Dnia 22 lipca 1927 roku zawiązał sie w Chicago Klub Przybysławice skupiajacy emigrantów znaszej wioski.  Działalność komitetu rozpoczęła sie od zorganizowania pomocy materialnej da Strazy Pożarnej w Przybystawicach. Klub działa do dzisiaj, a jego członkowie chętnie spieraja finansowo szkołe, kościół, parafię. 
W czasie I wojny światowej ludność Przybysławic i Pasieki Otfinowskiej przeżywała trudne chwile, ponieważ na linii Dunajca kilkakrotnie toczyły się walki, w których brały udział wojska niemieckie, rosyjskie i austriackie. Wielu ludzi straciło cały swój majątek, a pożary zniszczyły wiele budynków. Jeszcze więcej strat przyniosła II wojna światowa. W czasie działań wojennych w 1939 roku zginęli mieszkańcy Przybysławic: Jakub Klimek i Stanisław Nowak. Natomiast czterech młodych wywieziono na przymusowe roboty do Niemiec i zaginęła wszelka wieść o nich. Są to: Stanisław Woźniak, Józef Woźniak, Franciszek Fela i Stanisław Mączko. 
Następnie w 1942 roku został zastrzelony Stanisław Boduch przez znanego w tym czasie zbira hitlerowskiego, Guzdka. 29 czerwca 1942 roku nad ranem gestapo dokonuje obławy na kilkanaście wsi, aresztując w Przybysławicach braci Woźniaków, Władysława i Stanisława, oraz Wawrzyńca Kusiora, który został zamordowany za wolność naszej Ojczyzny. Stanisław Woźniak po kilku miesiącach wrócił do domu, a Władysław po przebyciu obozów w Oświęcimiu oraz Dachau i wyzwoleniu przez wojska amerykańskie, udał się do U.S.A. 
Wiosna roku 1944 była czasem przygotowań i wykonania „Operacji III Most”. W rejonie Radłowa uformowało się „Zgrupowanie Motyl”, które ma przygotować i wykonać „Operację III Most”.
4 maja 1944 roku Hitlerowcy dokonali pacyfikacji Przybysławic, Sikorzyc i Jadownik Mokrych; wtedy został czterokrotnie postrzelony Tomasz Biś. Pierwszej pomocy udzieliła mu członkini AK Genowefa Grudzień (obecnie Biś), następnie Ks. Edward Lis i Dr Stejger, który wielokrotnie udzielał pomocy choremu. W czasie okupacji niemieckiej rodacy z Przybysławic, a szczególnie młodzież, włączyła się do walki konspiracyjnej z wrogiem. Prawie cała wieś należała do Armii Krajowej i Batalionów Chłopskich. Tu ukrywała się duża część inteligencji z miast, ściganej przez gestapo. Kolportażem tajnej prasy zajmowali się: Jan Szpara i Mieczysław Woźniak. Warto przy tym dodać, że Jan Szpara jako ówczesny kierownik szkoły w Przybysławicach, uczył młodzież w duchu patriotycznym i przygotowywał ich do zespołów chóralnych i scenicznych, które po wojnie były bardzo cenione w powiecie brzeskiem i tarnowskiem. 
"Dnia 25 lipca 1944 roku "na łąkach w pobliżu Przybysławic rozegrała się akcja pod kryptonimem "Trzeci Most". Mieszkańcy Przybysławic i sąsiendich wiosek pod dowództwem kpt. W. Kabata zaorganizowali transport części niemieckiej rakiety V-2 z Tarnowa do Przybysławic. Jan Lechowicz przywiózł rakietę ukytą na wozie, a następnie na prowizorycznym lotnisku, na łakach, umożliwili lądowanie angielskiego samolotu "Dakota DC3", załadowanie części rakiety V-2, poczty i odlot samolotu, który odbył się w dośc dramatycznych okolicznościach."  "Przywóz poczty i części rakiety tak wspomina Jan Lechowicz, ps. "Gołąb": 'W dniu przylotu samolotu udałem się na lądowisko wozem, prawie zaraz z wieczora. W tym samym czasie udawały się także i drużyny ubezpieczające. Naznosili mi pełny wóz broni, aby ją przewieźć na łąki ze wsi, bo nie mogli z nią się oficjalnie ludziom pokazywać. Po drodze podjechałem pod dom Franciszka Kuca, na Wielkiej Drodze, z niego wyniesiono na wóz 5 worków niepełnych, jak gdyby różnych rupieci. To była ta poczta i zapewe wszystkie te części rakiety, posegregowane i przepakowane do worków. Z całym tym bagażem zajechałem na łąki, za Budżbową karabiny zostały zabrane, a ja z workami dotarłem na lądowisko.'" 
"Dnia 7 października 1984 roku został poświęcony kościół pod wezwaniem Niepokalanego Serca Maryi. Świątynia została wybudowana w latach 1982-1984, dzięki ofiarności i poświęceniu mieszkańców Przybysławic, sąsiedniej Pasieki Otf. oraz Polonii z Chicago. 2 kwietnia 1985 roku Ks. BP Jerzy Ablewicz wydał decyzję o powstaniu parafii, a obowiąki proboszcza zlecił budowniczemu kościoła ks. M Dziedzicowi." 
W maju 1992 roku wieś została odznaczona Złotym Medalem "Za zasługi dla obronności Kraju".  W 2024 roku odsłonięta była w Przybysławicach tablica pamiątkowa. 

## Akcja III Most
"Akcja III Most była to operacja przewiezienia zdobytych części rakiety V-2 z Polski do Anglii. Ustalono, że ośrodek doświadczalny i zakład produkcyjny pocisków rakietowych V znajdują się w Peenemunde na wyspie Uznam. Wywiad Komendy Głównej AK poinformował o tym Londyn. Lotnictwo brytyjskie, po długich przygotowaniach zbombardowało ośrodek doświadczalny i zakład produkcyjny dnia 18 VIII 1943 r. Zniszczenie ośrodka w Peenemunde zmusiło Niemców do przeniesienia produkcji rakiet V-2 w góry Harz i na poligon Pustków-Blizna koło Dębicy, gdzie dokonywano próbnych wystrzeleń rakiet nadesłanych z Niemiec. Powyższe wydarzenia opóźniły niemieckie prace nad bronią rakietową o kilka miesięcy. Wystrzeliwane rakiety z poligonu Pustków-Blizna lądowały w różnych miejscach, lecz najwięcej z nich Niemcy kierowali w okolice miejscowości Sarnaki nad Bugiem, gdzie specjalne oddziały niemieckie zabezpieczały pozostałe po eksplozji odłamki. Miejscowe dowództwo AK zorganizowało również grupy poszukiwawcze mające za zadanie wyprzedzenie Niemców w zbieraniu odłamków. Dnia 30 maja 1944 r. jedna z wystrzelonych rakiet po upadku na ziemię nie eksplodowała. Niewypał ten szczęśliwie udało się przejąć i zabezpieczyć oddziałom Armii Krajowej. Komenda Główna AK przysłała grupę specjalistów, którzy z narażeniem życia rozmontowali rakietę, wykonali szereg zdjęć i rysunków, a najważniejsze części przewieziono do Warszawy celem szczegółowych badań. Informacje na ten temat przesłane zostały do Anglii. Niestety zachodni naukowcy potraktowali je jako nieprawdopodobne. Jedynym rozwiązaniem było dostarczenie zdobytych części rakiety V-2 drogą lotniczą do Londynu. Centrala Armii Krajowej zdecydowała, że najodpowiedniejszym miejscem do przeprowadzenia tej akcji będzie tajne lądowisko "Motyl" położone na skraju miejscowości Wał Ruda i Zabawa, na północ od Tarnowa. operacje lądowania samolotów nosiły kryptonim "Most". Wszystkie zdobyte części i materiały dotyczące rakiety V-2 zostały przewiezione w butlach po tlenie specjalnym samochodem z Warszawy przez Tarnów do Przybysławic. Lądowanie samolotu miało nastąpić w pierwszych dniach lipca 1944 r. Wystąpiły jednak pewne trudności. Nastały długotrwałe deszcze, a w pobliże lądowiska przybyły znaczne oddziały niemieckie, utworzono specjalny punkt żandarmerii w Dęblinie. Na wytypowanym lądowisku zaczęły lądować lekkie samoloty niemieckie, a do Wał Rudy przybyły oddziały artylerii przeciwlotniczej. Mimo to zdecydowano się na przeprowadzenie zaplanowanej akcji. W nocy z 25/26 lipca 1944 roku o godzinie 24-ej, w ramach operacji "Trzeci Most" wylądował samolot brytyjski DC-3 "Dakota", który wystartował z bazy lotniczej w Brindisi we Włoszech. Samolot miał przebywać na ziemi tylko 5 minut. W ciągu tego krótkiego czasu miano wyładować przesyłki i kurierów oraz zabrać części i plany rakiet V-2 oraz kurierów rządu emigracyjnego. Niestety parokrotne próby startu kończyły się fiaskiem. Grunt lądowiska po opadach był grząski. Załoga samolotu w obliczu zaistniałych trudności postanowiła go spalić. Jednakże zdecydowana postawa osób wykonujących akcję i właściwa ocena sytuacji sprawiły, że podłożenie pod koła samolotu desek szczęśliwie rozwiązało problem. Samolot po przeszło godzinnym postoju na ziemi odleciał do bazy w Brindisi. Tylko dzięki determinacji i zaangażowaniu wielu osób "przesyłka" dotarła do Londynu. Miejscowe oddziały AK powróciły szczęśliwie do domu. Jedna z największych tajemnic wojskowych Hitlera i III Rzeszy dostała się w ręce aliantów, co pozwoliło na skuteczne zwalczanie rakiet V-2." 

## Zabytki
Obiekt wpisany do rejestru zabytków nieruchomych województwa małopolskiego.
- Cmentarz wojenny nr 262.

## Filmografia
"Powstał film na podstawie powieści Bernarda Normana „Oni uratowali Londyn”, który w groteskowy sposób przedstawia wydarzenia Akcji III Most. Przedstawione wydarzenia nawiązują do Przybysławic i mieszkańców wsi." "Temat filmu jest czarujący i ciekawy. Osobowość głównego bohatera, inżyniera Antoniego Kocjana „Korony”, domaga się spopularyzowania przez radio lub telewizję. Jego postawa w obliczu śmierci była równie heroiczna i wzniosła, jak całe jego życie. Młode pokolenie w PRL powinno dowiedzieć się, kim był inżynier Antoni Kocjan". 
"Film poruszał temat tajemnicy „cudownej broni” wyrwanej Niemcom przez wywiad Armii Krajowej. Należy zaliczyć to do pierwszych wyczynów w czasie II wojny światowej. W tych zmaganiach i ich poszczególnych fazach wybitną rolę odegrali polscy chłopi. Dzięki ich poświęceniu, ryzyku i przebiegłości wyrwano Niemcom spod nosa z ich poligonu niewypał V-2. Przedstawione w filmie, trzeba tu również stwierdzić, że polscy chłopi z rejonu Sarnaki czy Radłowa przyczynili się do uratowania Londynu. Postawa miejscowego chłopstwa była godna podziwu. Trzeba wiedzieć, że przygotowań trwających kilka tygodni nie dało się całkowicie ukryć przed jawną częścią społeczeństwa. Generalnie kobiety i mężczyźni wiedzieli, że coś się szykuje. Zachowywali milczenie i nie okazywali strachu ani nerwowości. Na szczególne podkreślenie i uznanie zasługuje patriotyczna postawa ludzi z okolicznych społeczności. Żołnierze z Batalionów Chłopskich stanowili trzon „Zgrupowania Motyl” i bez ich wsparcia nie sposób było nawet myśleć o sukcesie akcji. Działacze „Wici” i starzy członkowie Stronnictwa Ludowego zdali tu egzamin obywatelski i żołnierski celująco. W opisanej przeze mnie akcji wyróżnili się zwłaszcza chłopi ze wsi Przybysławice, Jadowniki Mokre, Zdrochec, Wał-Ruda i Kwików. W tym obrazie perspektywicznym, który przedstawiłem, chciałbym na koniec podkreślić upartą wolę walki i wzorową dyscyplinę wszystkich tych żołnierzy, podoficerów i oficerów, którzy brali bezpośredni udział w „Akcji III Most”. Wszystkich ich cechował ogromny ładunek patriotyzmu i umiłowania wolności. Załoga „Dakoty”, Inspektoratu „Tama” i żołnierze „Zgrupowania Motyl” dobrze wywiązali się ze swojego żołnierskiego obowiązku. Wszyscy mieliśmy w sobie tę szczyptę żołnierskiego i partyjnego szczęścia, które oprócz aktywności, poświęcenia i rozwagi decyduje o sukcesie." 

## Osoby związane z miejscowością
Osoby związone z Przybysławicami to są: Stanisław Gucwa i Edwin Rzeszuto. Do najbardziej zasłużonych członków tajnych organizacji z Przybysławic należy wymienić:  Stanisław Gucwa (były Marszałek Sejmu), Roman i Jan Kuma, Władysław Myśliński, Wawrzyniec Kusior, Józef i Mieczysław Wasiowie, Jan Lechowicz,Kazimierz Król, Jan Szpara, Tomasz Biś, i Paweł Łata. 
Podczas operacji III Most części niemieckiej rakiety V-2 zostały ukryte w stodołach w Przybysławicach. Stodoły te były strzeżone przez Jana Lechowicza, 36-letniego mężczyznę mieszkającego we wsi. Był właścicielem wozu konnego, który był używany podczas całej operacji do tajnego transportu części rakiety i poczty. Przedmioty w wozie były ukryte pod sianem. Córka Jana Lechowicza, Maria Kostrzewa, podzieliła się informacją, że pojawiły się pewne błędne informacje, jakoby przedmioty w wozie były przykryte piezynami. Informacja ta została udostępniona w wywiadzie w 2017 roku. Jan był odpowiedzialny za transport rakiety, a podczas jego podróży do miejsca lądowania w Dakocie, niemieccy naziści przejechali obok niego samochodem. Samochód zatrzymał się, naziści wysiedli z samochodu, ale nie sprawdzili przedmiotów w wozie. Następnie odjechali. 
Maria Kostrzewa (z domu Lechowicz) również podzieliła się swoimi doświadczeniami związanymi z Operacją III Most. Maria opowiedziała, jak pamięta operację, która miała miejsce, gdy miała zaledwie 9 lat i mieszkała z rodzicami i bratem Adamem Lechowiczem. Wnuki Adama wiedzą, że ich dziadek miałby około 7 lat, gdy operacja miała miejsce w Przybysławicach.  Jej matka zabroniła jej wychodzić z domu, a nawet patrzeć przez okno, aby zobaczyć, co jej ojciec robi w stodołach. Jej ojciec Jan Lechowicz ryzykował własne życie, życie swojej żony i dzieci, a także życie innych mieszkańców wioski, aby pomóc aliantom, transportując rakietę na prowizoryczne lotnisko.  Zdjęcie Jana Lechowicza dodał członek rodziny. 
"Wojciech Sanek dowodził miejscową drużyną z ramienia Batalionów Chłopskich w Akcji Most III. W akcji brali udział również żołnierze Armii Krajowej. Krąg osób biorących udział w tej akcji był bardzo duży. Jego syn Adam wspomina: 'Tata opowiadał mi, jak włóczyli się po polach, żeby zmylić Niemców. To była niebezpieczna i brawurowa akcja. W każdej chwili nie tylko oni, ale i ich rodziny mogły pójść do piekła. Wszyscy zdawali sobie sprawę z ryzyka. Jednego do dziś nie mogę zrozumieć, bo tu, tuż obok, u naszych sąsiadów, mieszkał niemiecki żandarm, u Konopki było dwóch gestapowców, a wszystko to działo się pod ich nosem. Przecież ten drewniany wóz musiał być rozwalony. Jak go przewieźli i jak wrócili do domu - wciąż się zastanawiam. To na pewno pokazuje nie tylko bohaterstwo, ale i solidarność okolicznych mieszkańców, przynajmniej przez jakiś czas.'"